# 영덕군의회
영덕군의회는 경상북도 영덕군 지역을 관할하는 기초의회이다.